# فهرست فرودگاه‌های مالت

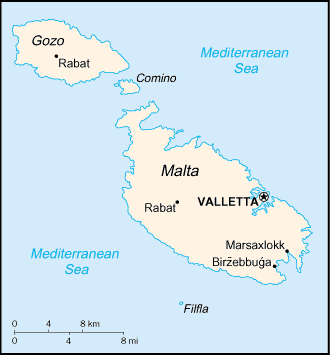
نقشهٔ مالت

این مقاله شامل فهرست فرودگاه‌های مالت است.

## فرودگاه‌ها
| شهر          | ایکائو | یاتا | نام فرودگاه            | مختصات                                                         |
| ------------ | ------ | ---- | ---------------------- | -------------------------------------------------------------- |
| لاکا / Gudja | LMML   | MLA  | فرودگاه بین‌المللی مالت | ۳۵°۵۱′۲۷″ شمالی ۰۱۴°۲۸′۳۹″ شرقی / ۳۵٫۸۵۷۵۰°شمالی ۱۴٫۴۷۷۵۰°شرقی |
| شوکیجا       | LMMG   | GZM  | بالگردگاه شوکیجا       | ۳۶°۰۱′۳۸″ شمالی ۰۱۴°۱۶′۱۹″ شرقی / ۳۶٫۰۲۷۲۲°شمالی ۱۴٫۲۷۱۹۴°شرقی |